# ジ・オールドトリップ・トゥ・エルサレム

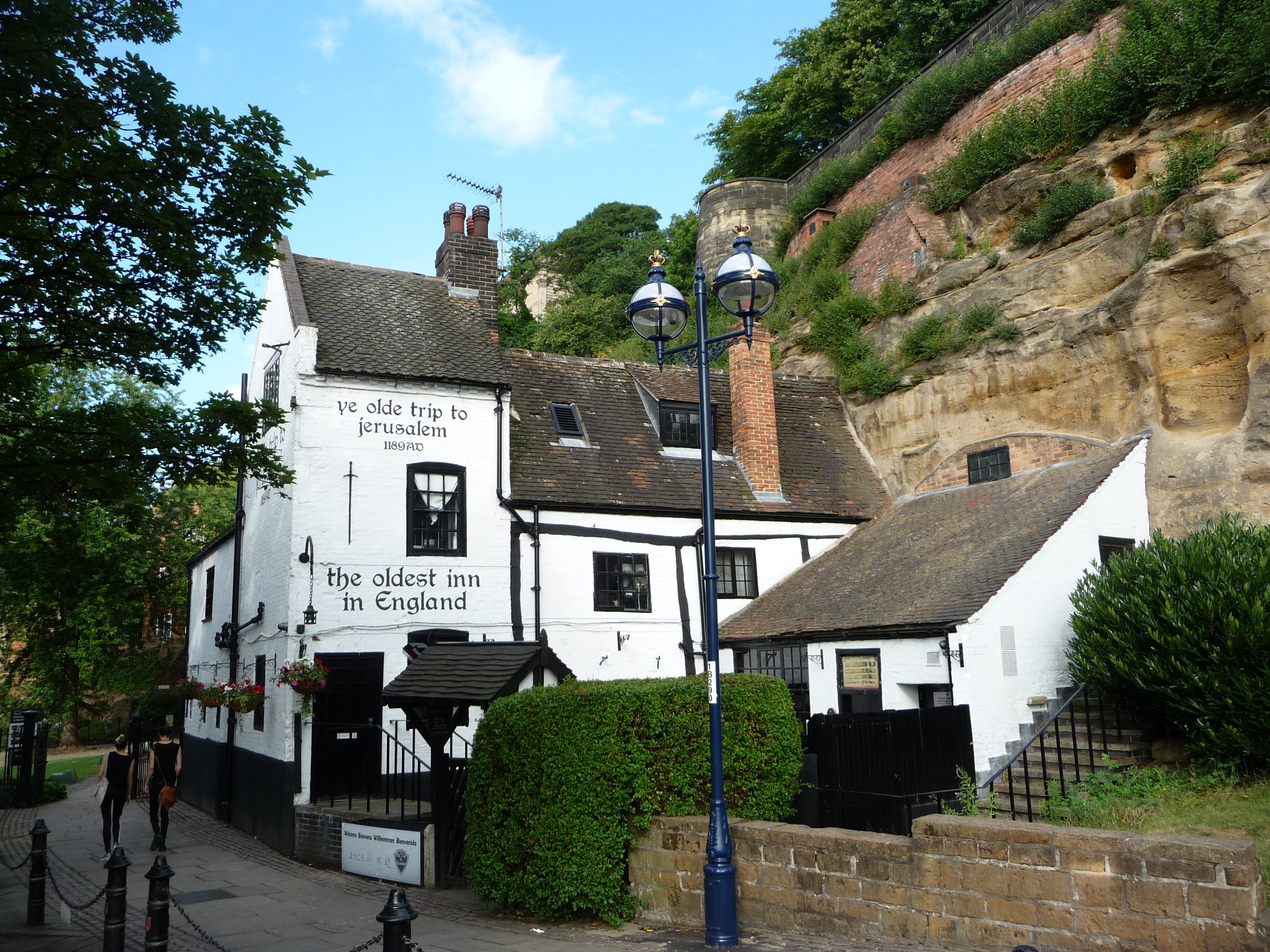
パブの正面

ジ・オールドトリップ・トゥ・エルサレム(Ye Olde Trip to Jerusalem)は、イギリス・イングランドのノッティンガムにあるパブ。1189年に開業したとされ、「イングランド最古のパブ」とされることもあるが、この開業年の根拠となる文書等は存在しない。イギリス指定建造物の2級（Grade II）に指定されている。
建物は、ノッティンガム城が建っている岩山にぴったりとくっつくような形で建設されており、岩山を削って作られた岩壁むき出しの部屋も存在する。崖の内部には洞窟が広がっているが、ノッティンガム城はこれらを何世紀にもわたって酒の貯蔵や醸造に使用してきた。

## 名前
現在の「ジ・オールドトリップ・トゥ・エルサレム」(エルサレムへの古い旅)」という名前が登場する最も古い記録は、1799年のものである。現在の名前で知られるようになる前は、パブは「ザ・ピルグリム（The Pilgrim、巡礼者）」という名で、この名前は1751年にさかのぼるとされる。
現在の名前は、巡礼者や十字軍がエルサレムへの旅の途中で宿に立ち寄ったことに由来すると考えられている。命名された当時と現代では英語の発音や意味がやや異なり、「Ye Olde」は正しくは「the old」と発音され、「trip」は旅そのものではなく、旅の途中での休息、宿泊を指いる。地元の人々はしばしばこのパブを「The Trip」という略称で呼んでいる。

## イングランド最古のパブ

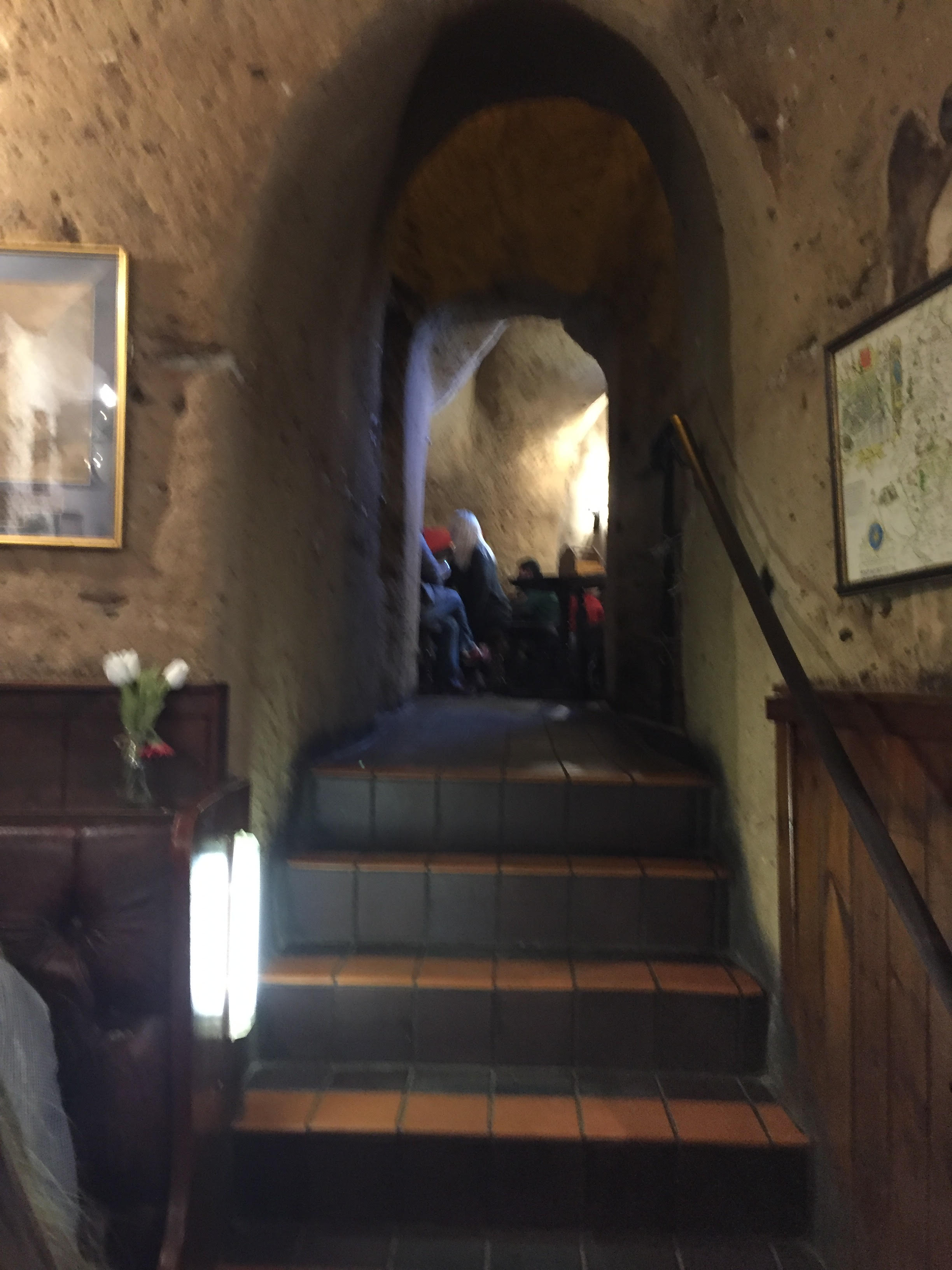
岩の壁が見える店内の様子

ジ・オールドトリップ・トゥ・エルサレムは、イングランド最古のパブを自称するパブの一つである。この他にイングランド最古と主張するパブには、同じノッティンガム市内の「ジ・オールドサルテーション・イン」、「ベル・イン」、そしてロンドンの北部セント・オールバンズの「ジ・オールド・ファイティングコックス」、ストウ＝オン＝ザ＝ウォルドにある「ポーチハウス」、リーズにある「ビングリー・アームス」、ケンブリッジシャーの「ジ・オールド・フェリーボート・イン」がある。 いずれも確固とした証拠はない。
このパブは、1189年に設立されたと主張している。リチャード獅子心王が王になり、教皇グレゴリウス8世が聖地への第3回十字軍を呼びかけた年である。リチャード獅子心王は、このパブで十字軍の作戦会議を行ったとも言われている。ただし、この日付を確認できる文書は存在しない。証拠として挙げられるのは、隣接する岩山に建つノッティンガム城が1067年に建造された頃から、岩山の中の洞窟を醸造所として使用していた可能性がある、というものである。
現在の建物の最も古い部分は1650年から1660年の間に建設された可能性があるが、ジョン・スピードの地図には、1610年に存在していた以前の建物が示されている。

## 酒造所
酒造所は(Brew House Yard)1680年に以降にその名前を取得している。

## External links
- 公式ウェブサイト